# Karel Eduard van Saksen-Coburg en Gotha
Leopold Karel Eduard George Albert (Claremont House, 19 juli 1884 – Coburg, 28 maart 1954), hertog van Albany, was van 30 juli 1900 tot 13 november 1918 de laatste hertog van Saksen-Coburg en Gotha.

## Jeugd
Karel Eduard werd geboren in Claremont House, Surrey, als postume zoon van Leopold van Albany, de vierde zoon van koningin Victoria en haar gemaal Albert van Saksen-Coburg en Gotha. Zijn moeder was Helena van Waldeck-Pyrmont, dochter van vorst George Victor van Waldeck en Pyrmont en zuster van de Nederlandse koningin Emma. Hij was dus een neef van koningin Wilhelmina. Hij werd genoemd naar Karel Eduard Stuart, The Young Pretender.
Hij volgde in 1900 zijn oom Alfred op als hertog van Saksen-Coburg en Gotha. Die had geen opvolger meer sinds zijn zoon Alfred in 1899 zelfmoord had gepleegd. Karels oom, Arthur van Connaught en Strathearn had als eerste gerechtigde afgezien van de troon, zodat deze toekwam aan de Albany-linie.
Hij verhuisde hierop naar Duitsland, waar hij zich Carl Eduard noemde en werd onder de hoede van zijn neef Wilhelm II opgevoed. Hij werd op 15 juli 1902 door Eduard VII tot ridder in de Orde van de Kousenband verheven. In 1903 begon hij aan de Universiteit van Bonn een studie recht- en staatswetenschappen.

## Regerend hertog
Hij nam op zijn 21e verjaardag in 1905 de regering van het dubbelhertogdom Saksen-Coburg en Gotha over van de prins-regent Ernst zu Hohenlohe-Langenburg, schoonzoon van Alfred. Op 11 oktober van datzelfde jaar huwde hij in Slot Glücksburg met Victoria Adelheid van Sleeswijk-Holstein-Sonderburg-Glücksburg.
De nieuwe hertog hield zich al snel bezig met de auto-industrie en de luchtvaart, steunde de luchtvaartindustrie en de bouw van de luchthavens in Gotha en Coburg. Aan de Eerste Wereldoorlog nam hij deel, eerst als Saksisch generaal van de cavalerie bij de staf van de 38e infanteriedivisie, vanaf 1914 als generaal van de infanterie benoemd. Hij trok zich in 1915 om gezondheidsredenen uit de actieve dienst terug, maar was nog vaak bij zijn 6e Thüringse Infanterieregiment 95 aan het front te vinden.
Koning George V schrapte 's hertogs naam in 1915 uit de registers van ridders in de Orde van de Kousenband en veranderde, teneinde zich van zijn Duitse origine te distantiëren, de naam van het Britse koningshuis van Saksen-Coburg-Gotha in Windsor. In overeenstemming met de Titles Deprivation Act van dat jaar werden Karel Eduard op 28 maart 1919 de titels van hertog van Albany, graaf van Clarence en baron van Arklow afgenomen.
In de Novemberrevolutie verklaarde de Gothase Arbeiders- en Soldatenraad Karel Eduard op 9 november voor afgezet. Hij maakte zijn aftreden op 13 november bekend, later dan de meeste andere Duitse vorsten. Het dubbelhertogdom splitste zich hierna op tot de vrijstaten Coburg en Gotha. De eerste sloot zich in 1920 bij het conservatieve Beieren aan, de andere bij de door links geregeerde vrijstaat Thüringen.

## Na de abdicatie

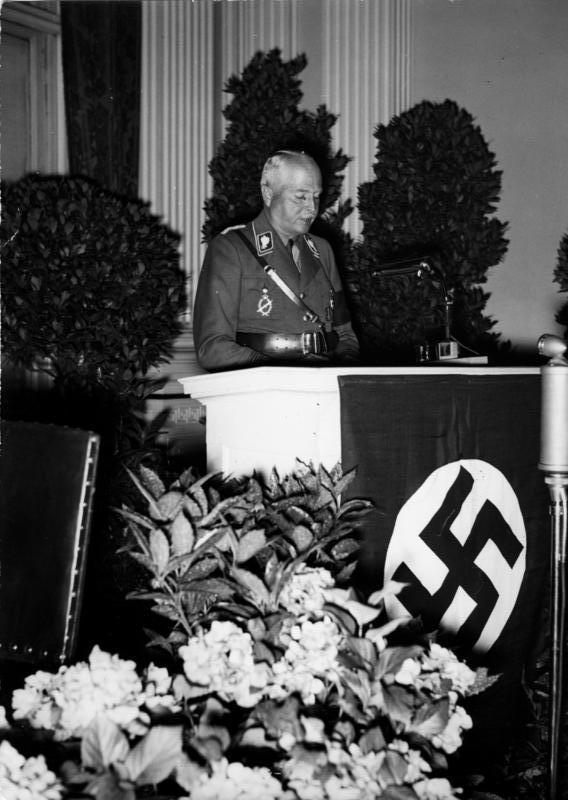
Karel Eduard spreekt als erevoorzitter het internationaal Juwelierscongres toe, in 1935

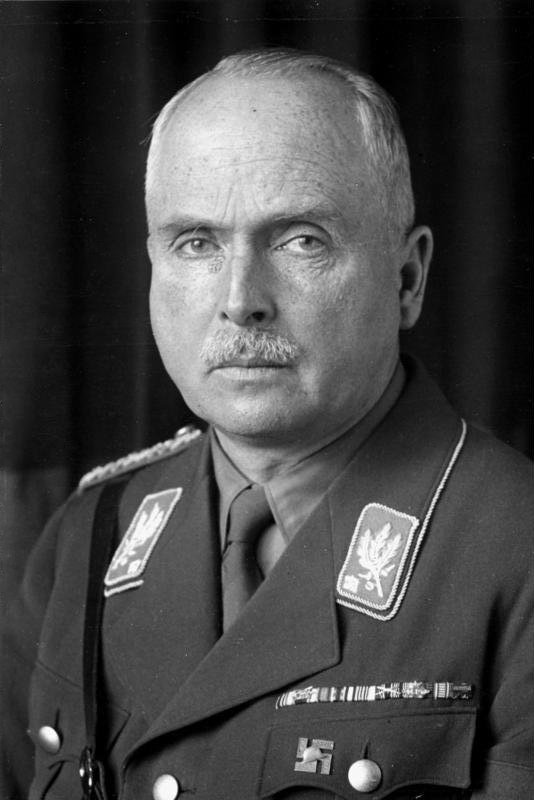
Karel Eduard, 1933

De voormalige hertog zocht sinds 1919 de nationaal-conservatieve kringen op en stond tot 1922 aan het hoofd van de Bund der Kaisertreuen. Hij steunde zowel ideëel als materieel Hermann Erhardt na diens deelname aan de Kapp-putsch. In de Weimarrepubliek toonde hij al vroeg openlijk sympathie voor de NSDAP en Adolf Hitler, die hij sinds 1922 kende. Hij werd in 1932 lid van de paramilitaire Bund Wiking als representatief Oberbereichsleiter van de bond in Thüringen en toen deze in 1926 in de Stahlhelmbund opging werd hij aldaar lid in het bondsbestuur en aanvoerder van de Reichskraftfahr-Staffel.
Hij steunde bij de presidentsverkiezingen in 1932 openlijk Adolf Hitler tegen de conservatieve Paul von Hindenburg. Op 1 mei 1933 werd hij lid van de NSDAP, in datzelfde jaar van de Sturmabteilung (SA). Bij de SA was hij aanvankelijk SA-Gruppenführer in de staf van de Oberste SA-Führer, in 1936 werd hij door Hitler tot SA-Obergruppenführer bevorderd. Karel Eduard was ereleider en Obergruppenführer van het Nationalsozialistisches Kraftfahrkorps (NSKK), luchtmachtcommodore, ereleider van de Duitse luchtvaart en Obergruppenführer van het Nationalsozialistisches Fliegerkorps (NSFK). Dit betrof erefuncties die geen daadwerkelijke bevoegdheden inhielden.
In 1933 werd hij rijksgevolmachtigde voor het motorwezen en president van het Duitse Rode Kruis, in 1934 rijkscommissaris voor de vrijwillige ziekenverzorging en in 1936 rijksdagafgevaardigde van de NSDAP. Hij zette zich in om de Duits-Engelse relaties te verbeteren en woonde in SA-uniform de begrafenis van George V bij.

## Na de Tweede Wereldoorlog
Na de Tweede Wereldoorlog werd Karel Eduard door de Amerikaanse bezettingsmacht onder George Patton gearresteerd en tot 1946 geïnterneerd. Hem werden aanvankelijk misdaden tegen de menselijkheid ten laste gelegd. Hij bekende nooit schuld en werd hij in 1950 door de denazificatierechtbank na meerdere beroepszaken als meeloper tot een boete van 5000 DM veroordeeld.
Zijn laatste levensjaren bracht hij teruggetrokken en in armoede door. Hij stierf op 28 maart 1954 als op een na laatste Duitse soeverein op 69-jarige leeftijd aan kanker. (De allerlaatste was Ernst II van Saksen-Altenburg, die op 22 maart 1955 overleed.)

## Kinderen

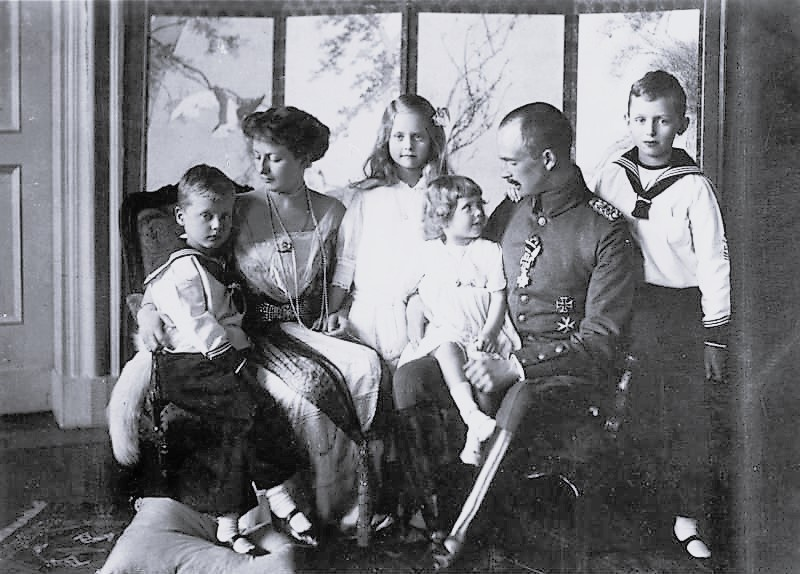
Het gezin van Karel Eduard en Victoria Adelheid

Karel Eduard en Victoria Adelheid hadden vijf kinderen.
- Johan Leopold (2 augustus 1906 - 4 mei 1972), huwde beneden zijn stand en deed afstand van zijn status als familiehoofd
- Sybilla (18 januari 1908 - 28 november 1972), gehuwd met Gustaaf Adolf van Zweden en moeder van koning Karel XVI Gustaaf
- Hubertus (24 augustus 1909 - 26 november 1943), gesneuveld
- Caroline Mathilde (22 juni 1912 - 5 september 1983), gehuwd met Friedrich-Wolfgang zu Castell-Rüdenhausen
- Frederik Jozias (29 november 1918 - 23 januari 1998)

## Voorouders
| Karel Eduard van Saksen-Coburg en Gotha             | Karel Eduard van Saksen-Coburg en Gotha                                                               | Karel Eduard van Saksen-Coburg en Gotha                                                               | Karel Eduard van Saksen-Coburg en Gotha                                                               | Karel Eduard van Saksen-Coburg en Gotha                                                               | Karel Eduard van Saksen-Coburg en Gotha                                                            | Karel Eduard van Saksen-Coburg en Gotha                                                            | Karel Eduard van Saksen-Coburg en Gotha                                            | Karel Eduard van Saksen-Coburg en Gotha                                            |
| --------------------------------------------------- | --- | --- | --- | --- | -------------------------------------------------------------------------------------------------- | -------------------------------------------------------------------------------------------------- | ---------------------------------------------------------------------------------- | ---------------------------------------------------------------------------------- |
| Overgrootouders                                     | Ernst I van Saksen-Coburg en Gotha (1784–1844) ∞ 1817 Louise van Saksen-Gotha-Altenburg (1800–1831)   | Ernst I van Saksen-Coburg en Gotha (1784–1844) ∞ 1817 Louise van Saksen-Gotha-Altenburg (1800–1831)   | Eduard August van Kent (1767–1820) ∞ 1818 Victoria van Saksen-Coburg-Saalfeld (1786–1861)             | Eduard August van Kent (1767–1820) ∞ 1818 Victoria van Saksen-Coburg-Saalfeld (1786–1861)             | George van Waldeck-Pyrmont (1789-1845) x 1823 Emma van Anhalt-Bernburg-Schaumburg-Hoym (1802-1858) | George van Waldeck-Pyrmont (1789-1845) x 1823 Emma van Anhalt-Bernburg-Schaumburg-Hoym (1802-1858) | Willem van Nassau (1792-1839) x 1829 Pauline van Württemberg (1810-1856)           | Willem van Nassau (1792-1839) x 1829 Pauline van Württemberg (1810-1856)           |
| Grootouders                                         | Albert van Saksen-Coburg en Gotha (1819–1861) ∞ 1840 Victoria van het Verenigd Koninkrijk (1819–1901) | Albert van Saksen-Coburg en Gotha (1819–1861) ∞ 1840 Victoria van het Verenigd Koninkrijk (1819–1901) | Albert van Saksen-Coburg en Gotha (1819–1861) ∞ 1840 Victoria van het Verenigd Koninkrijk (1819–1901) | Albert van Saksen-Coburg en Gotha (1819–1861) ∞ 1840 Victoria van het Verenigd Koninkrijk (1819–1901) | George Victor van Waldeck-Pyrmont (1831-1893) x 1853 Helena van Nassau (1831-1888)                 | George Victor van Waldeck-Pyrmont (1831-1893) x 1853 Helena van Nassau (1831-1888)                 | George Victor van Waldeck-Pyrmont (1831-1893) x 1853 Helena van Nassau (1831-1888) | George Victor van Waldeck-Pyrmont (1831-1893) x 1853 Helena van Nassau (1831-1888) |
| Ouders                                              | Leopold van Albany (1853-1884) ∞ 1840 Helena van Waldeck-Pyrmont (1861-1922)                          | Leopold van Albany (1853-1884) ∞ 1840 Helena van Waldeck-Pyrmont (1861-1922)                          | Leopold van Albany (1853-1884) ∞ 1840 Helena van Waldeck-Pyrmont (1861-1922)                          | Leopold van Albany (1853-1884) ∞ 1840 Helena van Waldeck-Pyrmont (1861-1922)                          | Leopold van Albany (1853-1884) ∞ 1840 Helena van Waldeck-Pyrmont (1861-1922)                       | Leopold van Albany (1853-1884) ∞ 1840 Helena van Waldeck-Pyrmont (1861-1922)                       | Leopold van Albany (1853-1884) ∞ 1840 Helena van Waldeck-Pyrmont (1861-1922)       | Leopold van Albany (1853-1884) ∞ 1840 Helena van Waldeck-Pyrmont (1861-1922)       |
| Karel Eduard van Saksen-Coburg en Gotha (1884-1954) | | | | | | |                                                                                    |                                                                                    |